# Edvin Vesterby
Edvin Vesterby   (Riguldi i Riguldi Rural Municipality, 23 d'octubre de 1927) és un ex-lluitador suec que va competir durant les dècades de 1940 i 1950. Combinà la lluita grecoromana i la lluita lliure.
Nascut a Estònia, en el sí d'una família de parla sueca, el 1943 emigrà a Suècia, on començà a lluitar el 1947. Durant la seva carrera esportiva va prendre part en tres edicions dels Jocs Olímpics. El 1952, a Hèlsinki, fou quart en la prova del pes gall del programa de lluita lliure. Als Jocs de Melbourne, el 1956, guanyà la medalla de plata en la competició del pes gall del programa de lluita grecoromana. A Roma, el 1960, disputà els seus tercers i darrers Jocs. Fou quart en la prova del pes gall del programa de lluita grecoromana i quinzè en la del pes gall del programa de lluita lliure.